# Mária Belokostolská
Mária Belokostolská (19. prosince 1898 Bučany – 7. března 1972) byla slovenská a československá politička Komunistické strany Slovenska a poválečná poslankyně Národního shromáždění ČSR.

## Biografie
Profesí byla rolnicí.
Po volbách do Národního shromáždění roku 1948 byla zvolena do Národního shromáždění za KSČ ve volebním kraji Trnava. Mandát získala až dodatečně v únoru 1950 poté, co rezignoval poslanec Ján Ľorko. V parlamentu zasedala až do konce funkčního období, tedy do roku 1954.
K roku 1953 se uvádí jako členka Ústředního výboru Komunistické strany Slovenska.